# Jean Ier d'Opole
Jean Ier d'Opole (polonais : Jan I Opolski) (né vers 1410/1413 – 5 septembre 1439) fut duc d'Opole à partir de 1437 conjointement avec son frère et corégent.

## Biographie
Jean est le second fils du duc Bolko IV d'Opole et de son épouse Margueritte. En 1422 il devient doyen d'Opole. Après la mort de son père en 1437, Jean Ier et son frère Nicolas Ier hérite conjointement du duché comme corégent.
Le 6 octobre 1438 Jean rend l'Hommage féodal à Casimir Jagiełło comme roi élu de Bohême, mais après sa renonciation au trône et le couronnement d'Albert de Habsbourg comme roi, il rend de nouveau l'hommage au souverain autrichien à Wrocław le 3 décembre 1438. Jean Ier meurt dès le  5 septembre 1439 et le lieu de son inhumation est inconnu. Comme il n'a jamais été marié  qu'il ne laisse aucun héritier et que son autre frère Henri est mort le 8 avril 1436, le duché d'Opole revient à son frère cadet et corégent Nicolas Ier.